# Geschäftsführung (Deutschland)
Unter Geschäftsführung (oder Geschäftsleitung) versteht man im Gesellschaftsrecht eine oder mehrere natürliche Personen, die bei Unternehmen oder sonstigen Personenvereinigungen mit der Führung der Geschäfte betraut sind und die Gesellschaft als Organ gerichtlich und außergerichtlich organschaftlich vertreten. Auch die Tätigkeit von Geschäftsführern heißt Geschäftsführung.

## Aufgaben
Die Geschäftsführung ist die oberste Leitungsstelle eines Unternehmens, die für die Willensbildung und Definition der Unternehmensziele zuständig ist und die entsprechenden Entscheidungen zu treffen hat. Sie bildet das Top-Management, das die Unternehmenspolitik (englisch policy) als besondere Leitungsaufgabe formuliert: „Die Führung macht die Geschäftspolitik, die Leitung sorgt für deren Ausführung“ und entscheidet über die Strategie. Originäre Management-Aufgaben sind außerdem die Organisation, Kontrolle und Unternehmensplanung, bei letzterer fokussiert auf die strategische Planung.
Der Betriebswirt Erich Gutenberg sorgte bereits im Jahre 1951 dafür, dass sich die Unternehmensführung als eigenständiger originärer Produktionsfaktor (mit den derivativen Faktoren Unternehmensplanung, Organisation und Kontrolle) etabliert hat. Die Geschäftsführung umfasst dabei alle rechtlichen und tatsächlichen Handlungen, die geeignet sind, den Betriebszweck zu fördern. Gutenberg stellte 1962 für die Entscheidungen der Geschäftsführung verschiedene Kriterien auf. Danach sind Führungsaufgaben solche, die einerseits für den Bestand und die Zukunft des Unternehmens von unmittelbarer Bedeutung sind und andererseits nur aus dem ganzen Unternehmen getroffen werden können, weshalb sie nicht delegierbar sind.

## Gesellschaftsrecht
Im Gesellschaftsrecht spricht man beim obersten Organ der GmbH von der Geschäftsführung, dessen Organwalter als Geschäftsführer die Gesellschaft gerichtlich und außergerichtlich vertreten (§ 35 Abs. 1 GmbHG). Die Geschäftsführer sind auf Geschäftsbriefen gemäß § 35a Abs. 1 GmbHG namentlich aufzuführen.
Das Organ einer Gesellschaft besitzt als solches keine Handlungsfähigkeit, so dass letztlich natürliche Personen hierfür als Organwalter eingesetzt werden müssen. Erst durch sie wird ein Organ – und damit die Gesellschaft – handlungsfähig. Die durch ein Organ zur Führung bevollmächtigten Personen heißen Vorstandsmitglieder oder Geschäftsführer/Geschäftsführerinnen. Das sind die Personen, die die Aufgabe der Geschäftsführung tatsächlich wahrnehmen. Sie sind gesetzlicher Vertreter der Gesellschaft.
Im Gesellschaftsrecht obliegen dem Geschäftsführer acht klassische Merkmale im Kernbereich der Geschäftsführung. Hieraus wird die Unterscheidung zwischen formalem und faktischem Geschäftsführer abgeleitet, die in der Fachliteratur und Rechtsprechung einen breiten Raum einnimmt. Formaler Geschäftsführer ist, wer als solcher im Handelsregister eingetragen ist (§ 39 Abs. 1 GmbHG), faktischer, wer von den acht klassischen Merkmalen mindestens sechs erfüllt und nicht ausschließlich interne Aufgaben wahrnimmt. „Für die Stellung und Verantwortlichkeit als faktischer Geschäftsführer einer GmbH ist es erforderlich, dass der Betreffende nach dem Gesamterscheinungsbild seines Auftretens die Geschicke der Gesellschaft […] über die interne Einwirkung auf die satzungsmäßige Geschäftsführung hinaus […] durch eigenes Handeln im Außenverhältnis, das die Tätigkeit des rechtlichen Geschäftsführungsorgans nachhaltig prägt, maßgeblich in die Hand genommen hat“.

## Geschäftsführungsbefugnis in den verschiedenen Rechtsformen
Als Geschäftsführungsbefugnis bezeichnet man den gesetzlichen und gesellschaftsrechtlichen Rahmen, innerhalb dessen ein Geschäftsführer im Innenverhältnis das Recht und die Pflicht hat, die Abläufe in einer Gesellschaft durch Anordnungen zu steuern. Davon unabhängig ist die Vertretungsmacht. Durch sie ist geregelt, in welchem Umfang der Geschäftsführer eine Gesellschaft nach außen rechtsgeschäftlich berechtigen und verpflichten kann. Durch den Unternehmensgegenstand (§ 23 Abs. 3 Nr. 2 AktG, § 3 Abs. 1 Nr. 2 GmbHG) oder den Zweck der Gesellschaft ist der Umfang der Tätigkeit und damit der Geschäftsführungsbefugnis festgelegt. Innerhalb dieser Grenzen ist die Geschäftsführung berechtigt und verpflichtet, alle Maßnahmen zu ergreifen, um diesen Zweck zu erreichen.

### Vorstand (Aktiengesellschaft)
Das Aktienrecht benennt das oberste Organ der Aktiengesellschaft (AG) Vorstand und verwendet für ihn sowohl den Begriff „Leitung“ (§ 76 Abs. 1 AktG) als auch den der „Geschäftsführung“ (§ 77 Abs. 1 AktG). Die herrschende Meinung sieht die Leitung als Teil der Geschäftsführung an. Der Vorstand ist das Organ, die Vorstandsmitglieder sind die Organwalter.
Der Vorstand ist dabei das zur Geschäftsführung befugte und verpflichtete Organ und nimmt die unternehmerische Leitung kraft eigener Verantwortung wahr. Bei Entscheidungen über Ziele und Richtlinien der Gesellschaft und bezüglich Fragen der Geschäftspolitik agiert er selbstständig und insbesondere weisungsunabhängig. Der Aufsichtsrat überwacht und kontrolliert gemäß § 111 AktG die Geschäftsführung, ohne selbst zur Geschäftsführung befugt zu sein (§ 111 Abs. 4 Satz 1 AktG).  Der Aufsichtsrat darf die Geschäftsführungsbefugnis einzelner Vorstandsmitglieder einschränken. Die Aktionäre entscheiden in der Hauptversammlung über Maßnahmen der Geschäftsführung nur, wenn der Vorstand es verlangt (§ 119 Abs. 2 AktG). Die Geschäftsführung ist Sache des Vorstands, die Überwachung der Geschäftsführung Sache des Aufsichtsrats und Grundlagenentscheidungen sind Angelegenheit der Hauptversammlung.

### Vorstand (eingetragener Verein)
Bei eingetragenen Vereinen obliegt nach § 27 Abs. 3 BGB die Geschäftsführung dem Vorstand. Auf die Geschäftsführung finden die Vorschriften zum Auftrag nach § 664 ff. BGB Anwendung. Der Vorstand vertritt den Verein mehrheitlich gerichtlich und außergerichtlich (§ 26 BGB).

### GmbH-Geschäftsführer
Der GmbH-Geschäftsführer hat die Aufgabe die Geschäfte der GmbH umfassend zu führen und nach § 35 GmbHG die GmbH in allen Angelegenheiten gerichtlich und außergerichtlich zu vertreten. Die Geschäftsführung und Vertretung obliegt nur in solchen Angelegenheiten nicht dem Geschäftsführer, wenn Rechtshandlungen gegenüber ihm persönlich als Person auszuüben sind, beispielsweise der Abschluss, die Änderung und die Beendigung des Geschäftsführervertrages. Mehrere Geschäftsführer führen die Geschäfte gemeinschaftlich und vertreten nach den gesetzlichen Regeln die Gesellschaft gemeinschaftlich (§ 46 GmbHG). Eine abweichende Vertretungsregelung, beispielsweise Einzelvertretung, muss von der Gesellschafterversammlung beschlossen werden und zur Wirksamkeit in das Handelsregister eingetragen sein.
Der Geschäftsführer hat die Beschlüsse der Gesellschafterversammlung durchzuführen und ist vollständig an die Weisungen der Gesellschafterversammlung gebunden. Bei seinen Handlungen für die Gesellschaft muss er die Sorgfalt eines ordentlichen Geschäftsmannes anwenden (§ 43 Abs. 1 GmbHG) und haftet nach den Grundsätzen der GmbH-Geschäftsführer-Haftung persönlich, wenn er dieser Sorgfaltspflicht nicht nachkommt.
Der Geschäftsführer muss nicht Gesellschafter sein (Fremdorganschaft). Ist er gleichzeitig Gesellschafter, wird er als „Gesellschafter-Geschäftsführer“ bezeichnet.

### Offene Handelsgesellschaft
Zur Führung der Geschäfte der Gesellschaft sind nach § 114 HGB alle Gesellschafter berechtigt und verpflichtet (Selbstorganschaft). Steht die Geschäftsführung allen oder mehreren Gesellschaftern zu, so ist jeder von ihnen allein zu handeln berechtigt und besitzt somit die Einzelgeschäftsführungsbefugnis. Widerspricht jedoch ein anderer geschäftsführender Gesellschafter der Vornahme einer Handlung, so muss diese unterbleiben. Abweichende Regelungen im Gesellschaftsvertrag sind möglich.
Die Geschäftsführungsbefugnis erstreckt sich auf alle Handlungen, die der Betrieb des Handelsgewerbes der Gesellschaft mit sich bringt (§ 116 Abs. 1 HGB). Zur Vertretung ist jeder Gesellschafter einzeln berechtigt (§ 125 Abs. 1 HGB), es sei denn die Gesellschafter treffen eine andere Regelung (Abs. 2 der Vorschrift). Die Art der Vertretung ist in das Handelsregister einzutragen (§ 106 Abs. 2 Nr. 4 HGB).

### Kommanditgesellschaft und Kommanditgesellschaft auf Aktien
Bei der Kommanditgesellschaft führen die persönlich haftenden Gesellschafter (Komplementäre) entsprechend den Regeln zur OHG (§ 161 Abs. 2 HGB) die Geschäfte und vertreten die Gesellschaft. Die  Kommanditisten sind nach § 164 HGB von der Führung der Geschäfte der Kommanditgesellschaft ausgeschlossen.
Bei der KGaA setzt sich der Vorstand aus den Komplementären zusammen (§§ 161 Abs. 2 HGB in Verbindung mit § 278 Abs. 2 AktG), während die Kommanditisten wie Aktionäre einer Aktiengesellschaft behandelt werden (§ 278 Abs. 3 AktG) und nur mit ihrem gezeichneten Kapital haften.

### BGB-Gesellschaft / Gesellschaft bürgerlichen Rechts
Bei der BGB-Gesellschaft steht die Geschäftsführung den Gesellschaftern gemeinschaftlich zu, so dass für jedes Geschäft die Zustimmung aller Gesellschafter erforderlich ist (§ 709 Abs. 1 BGB). Abweichende Regelungen im Gesellschaftsvertrag sind möglich. Die geschäftsführenden Gesellschafter sind, soweit im Gesellschaftsvertrag nichts anderes geregelt ist, auch zur Vertretung der Gesellschaft berechtigt (§ 714 BGB).

### Partnerschaftsgesellschaft
Bei der Partnerschaftsgesellschaft sind alle Partner zur Geschäftsführung verpflichtet, einzelne Partner können im Partnerschaftsvertrag nur von der Führung der sonstigen Geschäfte ausgeschlossen werden (§ 6 Abs. 3 PartGG).

### Geschäftsführungen außerhalb des Gesellschaftsrechts
Außerhalb des Gesellschaftsrecht werden auch bei anderen Körperschaften (hier auch: Hauptgeschäftsführer) wie Verbände, Industrie- und Handelskammern, Handwerkskammern, Berufsgenossenschaften der Begriff Geschäftsführer verwendet. Umfang von Vertretung und Geschäftsführung regeln in solchen Fällen die einschlägigen rechtlichen Vorschriften (Gesetze, Satzungen der Körperschaften).
In politischen Strukturen wird bei einer parlamentarischen Fraktion vom Parlamentarischen Geschäftsführer gesprochen, der die Geschäfte der Partei zwischen Parlament und Fraktion wahrnimmt. Innerhalb einer Parteiorganisation erfüllt der Bundesgeschäftsführer diese Aufgaben.
Bei Theatern, Opern und im öffentlich-rechtlichen Rundfunk obliegt die Geschäftsführung und Vertretung meist dem Intendanten.
Als Rechtsbegriff gibt es die Börsengeschäftsführung nach § 3 Abs. 1 BörsG.

## Geschäftsführervertrag
Geschäftsführer werden gemäß § 46 Nr. 5 GmbHG von der Gesellschafterversammlung bestellt, wodurch Geschäftsführer ihre Organstellung erlangen. Neben dieser Funktion erhalten Geschäftsführer noch eine weitere Funktion, wenn sie mit der GmbH einen Geschäftsführervertrag (Anstellungsvertrag) abschließen. Dieser Anstellungsvertrag ist als Dienstvertrag gemäß § 611 BGB zu qualifizieren. Der Bundesgerichtshof (BGH) und das Bundesarbeitsgericht (BAG) stufen den Anstellungsvertrag als freien Dienstvertrag ein, im Einzelfall könne jedoch ein Arbeitsverhältnis oder ein arbeitnehmerähnliches Beschäftigungsverhältnis vorliegen. Das arbeitnehmerähnliche Beschäftigungsverhältnis kennzeichnet Personen, die zwar nicht persönlich abhängig arbeiten wie ein echter Arbeitnehmer, jedoch wirtschaftlich abhängig beschäftigt sind. Das Dienstverhältnis ist stets kein Arbeitsverhältnis. Die dienstvertragliche ist von der organschaftlichen Funktion streng zu trennen, was sich beim Status des Geschäftsführers widerspiegelt.

## Abberufung
Mit der Abberufung eines Geschäftsführers befasst sich die Judikatur und Fachliteratur sehr intensiv. Ausgehend vom GmbH-Recht unterscheidet man zwischen ordentlicher und außerordentlicher Abberufung aus wichtigem Grund. Nach § 38 Abs. 1 GmbHG kann die Bestellung der Geschäftsführer zu jeder Zeit durch Mehrheitsbeschluss der Gesellschafter widerrufen werden. Die Satzung kann gemäß § 38 Abs. 2 GmbHG diese freie Abberufbarkeit auf wichtige Gründe beschränken. Ein wichtiger Grund für die Abberufung liegt nach § 38 Abs. 2 Satz 2 GmbHG insbesondere dann vor, wenn es zu groben Pflichtverletzungen kommt oder der Geschäftsführer sich als unfähig zur ordnungsgemäßen Geschäftsführung erweist. Dieselben Gründe nennt auch § 84 Abs. 3 AktG für die Abberufung (Widerruf) des Vorstands einer AG und fügt noch den sachlich gerechtfertigten Vertrauensentzug durch die Hauptversammlung hinzu.

## Status: Arbeitnehmer oder Arbeitgeber?
Die Rechtsfrage, ob der Geschäftsführer Arbeitnehmer oder Arbeitgeber ist, wird in verschiedenen Rechtsgebieten unterschiedlich beantwortet.

### Arbeitsrecht
Kraft seiner Organstellung ist der Geschäftsführer arbeitsrechtlich – ungeachtet seines eigenen Anstellungsvertrages mit der Gesellschaft – Arbeitgeber; denn er übt im Innenverhältnis das Direktionsrecht aus. Gemäß § 5 Abs. 1 ArbGG gelten Personen nicht als Arbeitnehmer, die kraft Gesetzes, Satzung oder Gesellschaftsvertrags allein oder als Mitglieder des Vertretungsorgans zur Vertretung der juristischen Person oder der Personengesamtheit berufen sind. Damit war den Geschäftsführern der Weg über die Arbeitsgerichte verwehrt. Ist jedoch das Rechtsverhältnis als Arbeitsverhältnis einzuordnen und bestand es nach wirksamer Beendigung der Organstellung als solches fort oder lebte wieder auf, ist der Rechtsweg zu den Arbeitsgerichten zulässig. Die Mitglieder des Organs einer juristischen Person, das zur gesetzlichen Vertretung der juristischen Person berufen ist (wie die Geschäftsführer), sind keine Arbeitnehmer (§ 5 Abs. 2 Nr. 1 BetrVG).

### Gesellschaftsrecht
Gesellschaftsrechtlich ist der Geschäftsführer als Organ der GmbH kein Arbeitnehmer, sondern er nimmt eine Arbeitgeberfunktion wahr. Der Geschäftsführer übt zwar dem BGH zufolge gegenüber dem Arbeiter und Angestellten die Funktionen des Arbeitgebers aus; im Verhältnis zur Gesellschaft steht aber er in einem Anstellungsverhältnis, das ihn zu Diensten verpflichtet, das gekündigt werden kann und durch das er je nach Höhe seines Gehalts von der Gesellschaft mehr oder weniger wirtschaftlich abhängig ist. Der Europäische Gerichtshof (EuGH) trat der Rechtsauffassung, dass Geschäftsführer Arbeitgeber seien, in zwei Urteilen entgegen. Die Alleingeschäftsführerin einer lettischen Gesellschaft wurde während ihrer Schwangerschaft abberufen. Dagegen klagte sie unter anderem unter Verweis auf die Mutterschutzrichtlinie und bekam Recht. Nach der Auffassung des EuGH vom November 2010 ist die Geschäftsführerin regelmäßig als Arbeitnehmerin im unionsrechtlichen Sinne einzustufen. Dies bekräftigte der EuGH im Juli 2015, wonach das Organ einer Kapitalgesellschaft (wenn es gegen Entgelt Leistungen gegenüber der Gesellschaft erbringt) den Weisungen eines anderen Organs der Gesellschaft unterliegt und jederzeit ohne Einschränkung von seinem Amt abberufen werden kann, als „Arbeitnehmer“ im Sinne des Unionsrechts zu behandeln ist. Er verwarf damit die Auffassung des vorlegenden Arbeitsgerichts Verden, wonach bei der Beurteilung der Frage, ob Mitglieder von Unternehmensleitungen im Allgemeinen und Geschäftsführer einer GmbH im Besonderen als Arbeitnehmer im unionsrechtlichen Sinne anzusehen sind, auch Berücksichtigung finden sollte, dass diese Personengruppe – insbesondere gegenüber den übrigen Beschäftigten – in der Regel typische Unternehmer- und Arbeitgeberfunktionen ausübe.

### Zivilrecht
Zivilrechtlich wird gemäß § 611a BGB durch den Arbeitsvertrag der Arbeitnehmer im Dienste eines anderen zur Leistung weisungsgebundener, fremdbestimmter Arbeit in persönlicher Abhängigkeit verpflichtet. Das Weisungsrecht kann Inhalt, Durchführung, Zeit und Ort der Tätigkeit betreffen. Weisungsgebunden ist, wer nicht im Wesentlichen frei seine Tätigkeit gestalten und seine Arbeitszeit bestimmen kann. Der Grad der persönlichen Abhängigkeit bestimmt sich dabei auch nach der Eigenart der jeweiligen Tätigkeit. Für die Feststellung, ob ein Arbeitsvertrag vorliegt, ist eine Gesamtbetrachtung aller Umstände vorzunehmen. Zeigt die tatsächliche Durchführung des Vertragsverhältnisses, dass es sich um ein Arbeitsverhältnis handelt, kommt es auf die Bezeichnung im Vertrag nicht an. Der BGH verfolgt in seiner Rechtsprechung die Auffassung, dass der Geschäftsführer einer GmbH schon per Definition auf Seiten des Arbeitgebers anzusiedeln ist. Der gesetzliche Vertreter einer juristischen Person könne als deren Organ nicht zugleich Arbeitnehmer sein.

### Sozialversicherungs- und Sozialrecht
Im Sozialversicherungsrecht hängt die Behandlung des Geschäftsführers als Arbeitnehmer davon ab, ob er maßgeblich am Stammkapital der GmbH beteiligt ist oder tatsächlich maßgeblichen Einfluss in der Gesellschaft ausüben kann. Das Bundessozialgericht (BSG) ist der Auffassung, dass die GmbH als juristische Person der alleinige Arbeitgeber der bei ihr Beschäftigten ist. Auch der Alleingesellschafter und Alleingeschäftsführer einer GmbH werde dem Urteil zufolge hinsichtlich der Arbeitnehmer der GmbH nicht zum weiteren Arbeitgeber. Nach der Rechtsprechung stehe zwar ein Gesellschafter-Geschäftsführer mit beherrschendem Einfluss zur GmbH hinsichtlich der für die Gesellschaft ausgeübten Tätigkeit nicht in einem Beschäftigungsverhältnis. Eine Tätigkeit für ein Unternehmen könne nämlich nicht nur im Rahmen eines Beschäftigungsverhältnisses oder als Unternehmer, sondern auch aufgrund eines selbständigen Dienstverhältnisses erfolgen. Im Sozialrecht ist der GmbH-Geschäftsführer sozialversicherungspflichtig, wenn er über keine oder nur geringe Anteile an der Gesellschaft verfügt. Der so bezeichnete Fremd-Geschäftsführer einer GmbH, „der am Stammkapital nicht beteiligt ist (Fremdgeschäftsführer), ist grundsätzlich abhängig Beschäftigter der GmbH und versicherungspflichtig“.

### Steuerrecht
Das Einkommensteuerrecht behandelt den Geschäftsführer als Arbeitnehmer, wenn er auf der Grundlage eines Dienstvertrages tätig ist; seine Einkünfte als Geschäftsführer sind Einkünfte aus nichtselbständiger Arbeit gemäß § 19 EStG. Allerdings ist der Geschäftsführer in seiner Arbeitnehmerfunktion nicht vom Arbeitnehmerschutz (Tarifvertragsrecht, Betriebsverfassungsrecht: § 5 Abs. 2 Nr. 1 BetrVG oder Kündigungsschutz: § 14 Abs. 1 Nr. 1 KSchG) begünstigt. Er hat im Bereich des kollektiven Arbeitsrechts keinerlei Arbeitnehmerrechte. Steuerlich findet beim Gesellschafter-Geschäftsführer eine Angemessenheitsprüfung des Gehaltes durch das Finanzamt statt. Der Gesellschafter-Geschäftsführer könnte rein zivilrechtlich sein Gehalt beliebig festlegen. Steuerlich wird es jedoch als Betriebsausgabe nur bis zu der Höhe akzeptiert, in der das Geschäftsführergehalt auch einem fremden Dritten gezahlt worden wäre. Zugrunde gelegt wird dabei der Maßstab des „Fremdüblichen“ (Fremdvergleichsgrundsatz). Auch der Gesellschafter-Geschäftsführer kann – mit steuerlicher Anerkennung – nur ein Gehalt innerhalb dieser Grenzen beziehen.
Da der Geschäftsführer einer GmbH mit seinem Geschäftsführergehalt stets Einkünfte aus nichtselbständiger Arbeit gemäß § 2 Abs. 1 Satz 1 Nr. 4, § 19 EStG erzielt, ist sein Gehalt somit dem Lohnsteuerabzug zu unterwerfen und in einer Lohnsteuerbescheinigung auszuweisen. Sozialversicherungspflichtig ist er aber unabhängig von der Höhe des Gehaltes nicht, wenn er zugleich Anteile an der GmbH hält und einen maßgeblichen Einfluss auf die Gesellschaft ausüben kann. Der GmbH-Geschäftsführer kann unter gewissen Umständen Unternehmer i. S. d. § 2 UStG sein, also statt ein Gehalt zu beziehen, seiner GmbH Rechnungen über seine Geschäftsführerleistungen stellen. Für den Geschäftsführer einer Personengesellschaft, der nicht zugleich persönlich haftender Gesellschafter ist, gilt dies ebenso. Ist der Geschäftsführer einer Personengesellschaft aber zugleich auch persönlich haftender Gesellschafter, dann erzielt er nicht Einkünfte aus nichtselbständiger Arbeit, sondern Einkünfte aus jeweils der Einkunftsart, der die Tätigkeit der Personengesellschaft zuzuordnen ist. Dies ergibt sich aus dem Umstand, dass das Geschäftsführergehalt in diesem Fall als eine besondere Form der Gewinnverteilung zu verstehen ist. In Frage kommen hierbei sämtliche Einkunftsarten (Einkünfte aus Land- und Forstwirtschaft, Einkünfte aus Gewerbebetrieb, Einkünfte aus selbständiger Arbeit, Einkünfte aus Kapitalvermögen, Einkünfte aus Vermietung und Verpachtung sowie sonstige Einkünfte i. S. d. § 22 EStG), mit Ausnahme der Einkünfte aus nichtselbständiger Arbeit. Der Geschäftsführer einer Personengesellschaft kann in seiner Eigenschaft als Geschäftsführer nicht schon allein deswegen Unternehmer i. S. d. § 2 UStG sein, weil sein Geschäftsführergehalt auch nicht umsatzsteuerbar ist. Da der Steuergegenstand i. S. d. § 2 GewStG die Gesellschaft ist, unterliegt das Geschäftsführergehalt des GmbH-Geschäftsführers nicht der Gewerbesteuer. Ebenso wenig wird das Gehalt eines Geschäftsführers einer Personengesellschaft der Gewerbesteuer unterworfen, der nicht an der Gesellschaft beteiligt ist. Ist der Geschäftsführer einer Personengesellschaft an der Gesellschaft beteiligt, so ist sein Geschäftsführergehalt Teil des Gewinnes und darf somit die Besteuerungsgrundlagen der Gewerbesteuer nicht mindern.

## Geschäftsleiter
Bankenaufsichtsrechtlich wird vom Geschäftsleiter gesprochen, wenn es um die Eignung zum Führen von Kreditinstituten geht. Nur bei Kreditinstituten muss ein Geschäftsleiter nach § 33 Kreditwesengesetz (KWG) (und den hierzu ergangenen Auslegungen) besondere Qualifikationen nachweisen, um die Funktion als Vorstand oder Geschäftsführer ausüben zu dürfen. Neben der Zuverlässigkeit (Behördenführungszeugnis, Auszug Gewerbezentralregister) ist der BAFin auch die fachliche Eignung durch geeignete Unterlagen nachzuweisen. Geschäftsleiter können also nicht autonom durch die hierfür zuständigen Organe eines Kreditinstituts (Aufsichtsrat, Hauptversammlung) berufen werden, sondern bedürfen der Erlaubnis der BAFin. Hierbei wird von der so genannten Eingriffsaufsicht Gebrauch gemacht.

## Einheitliche Leitung
Der Begriff der „einheitlichen Leitung“ wird zwar im Aktienrecht häufig benutzt, aber nicht definiert. Für die Zusammenfassung mehrerer rechtlich selbständiger Unternehmen unter „einheitlicher Leitung“ werden in § 18 Abs. 1 AktG zwei Vermutungsregelungen aufgestellt:
- Besteht eine Abhängigkeit nach § 17 Abs. 1 AktG, so wird (widerlegbar) vermutet, dass eine einheitliche Leitung vorliegt.
- Gemäß § 18 Abs. 1 Satz 2 AktG wird die einheitliche Leitung unwiderlegbar vermutet,
  - wenn das abhängige Unternehmen einen Beherrschungsvertrag zugunsten des herrschenden Unternehmens unterzeichnet hat oder
  - eine Eingliederung vorliegt, wonach eine Aktiengesellschaft in eine andere aufgenommen wird, die mindestens 95 % des Kapitals der aufgenommenen Gesellschaft hält.

Hinweise, wie der Gesetzgeber den Begriff der „einheitlichen Leitung“ verstanden wissen will, ergeben sich aus der Begründung des Regierungsentwurfs zum AktG 1965:

„Als Zusammenfassung unter einheitlicher Leitung muss es bereits angesehen werden, wenn die Konzernleitung die Geschäftspolitik der Konzerngesellschaften und sonstige grundsätzliche Fragen ihrer Geschäftsführung aufeinander abstimmt. Diese Abstimmung setzt kein Weisungsrecht voraus. Sie kann sich vielmehr auch in der lockeren Form gemeinsamer Beratungen vollziehen oder aus einer personellen Verflechtung der Verwaltungen ergeben. Eine gesetzliche Festlegung der an die einheitliche Leitung zu stellenden Anforderungen erscheint aber angesichts der vielfältigen Formen, die die Wirtschaft für die Konzernleitung herausgebildet hat, nicht möglich.“

In diesem Sinne liegt „einheitliche Leitung“ vor, wenn oberste Führungsaufgaben (mindestens eine im Bereich der betrieblichen Funktionen Beschaffung, Produktion, Finanzierung, Absatz, Organisation oder Personal) bei mehreren Unternehmen vom selben Personenkreis wahrgenommen werden. Einheitliche Leitung stellt dann nach § 18 AktG ein konstituierendes Merkmal eines Konzerns dar.

## Ordnungsgemäße Geschäftsführung
Im AktG und GmbHG wird die Rechtsfigur der „ordnungsgemäßen Geschäftsführung“ benutzt. Bei Kapitalgesellschaften war es dem Gesetzgeber ein besonderes Anliegen, die Pflichten der geschäftsführenden Organe näher zu bestimmen. Die Pflichten zur ordnungsgemäßen Geschäftsführung (§ 43 Abs. 1 GmbHG, § 93 Abs. 1 Satz 1 AktG), die dem Geschäftsführer einer GmbH bzw. den Mitgliedern des Vorstands einer AG aufgrund ihrer Organstellung obliegen, umfassen auch die Verpflichtung, dafür zu sorgen, dass sich die Gesellschaft rechtmäßig verhält und ihren gesetzlichen Verpflichtungen nachkommt. Die genannten Bestimmungen regeln allein die Pflichten des Geschäftsführers bzw. Vorstandsmitglieds aus seinem durch die Bestellung begründeten Rechtsverhältnis zur Gesellschaft. Sie dienen jedoch nicht dem Zweck, Gesellschaftsgläubiger vor den mittelbaren Folgen einer sorgfaltswidrigen Geschäftsleitung zu schützen. Eine Verletzung der Pflichten zur ordnungsgemäßen Geschäftsführung führt nur zu Schadensersatzansprüchen der Gesellschaft, nicht der Gläubiger. Allein aus der Stellung als Geschäftsführer einer GmbH bzw. Mitglied des Vorstands einer AG ergibt sich keine Garantenpflicht gegenüber außenstehenden Dritten, eine Schädigung ihres Vermögens zu verhindern. Eine Außenhaftung des Geschäftsführers bzw. Vorstandsmitglieds komme nur in begrenztem Umfang aufgrund besonderer Anspruchsgrundlagen in Betracht. So hafteten Geschäftsführer bzw. Vorstandsmitglied persönlich, wenn sie den Schaden selbst durch eine unerlaubte Handlung herbeigeführt haben. Zu einer ordnungsgemäßen Geschäftsführung gehört es, wenn der Geschäftsführer Verbindlichkeiten begründet, „für die das Geschäftsvermögen aufkommen kann.“ Eine direkte Inanspruchnahme des Geschäftsführers durch Gläubiger der Gesellschaft kommt bei Verletzung der Verpflichtung zur unverzüglichen Stellung des Insolvenzantrages gemäß § 15a InsO in Frage, denn diese Bestimmung ist ein Schutzgesetz im Sinne des § 823 Abs. 2 BGB.